# Eucalyptus salmonophloia
Eucalyptus salmonophloia és una espècie de planta de la família de les Mirtàcies, endèmica del central Wheatbelt (Western Australia) d'Austràlia Occidental, és una espècie bastant comuna en les regions meridionals. Un dels seus trets més distintius és la seva fusta suau i de color salmó que pot canviar de color segons l'estacionalitat, tornant-se bronzejada cap a la tardor; i és molt utilitzada com a llenya i per a la construcció de travesses de ferrocarril; l'ús de la qual s'ha vist limitada en l'actualitat. Se´l coneix amb el nom comú de Salmon Gum o goma de salmó, i encara que ocupa una àrea petita del sud-oest d'Austràlia aquesta espècie no es troba en risc de desaparèixer, almenys en l'actualitat.

## Descripció

### Port
És un arbre que pot sobrepassar els 30m d'alçada, l'escorça és llisa, caduca i és de color rosat o salmó.

### Hàbit
Té un hàbit de tipus dispers amb un fullatge moderadament dens. És de tipus "mallee", un multi-troncs derivats d'un lignotúber. Forma un lignotuber, un creixement llenyós arrodonit en o per sota del nivell del sòl en alguns arbustos i arbres que creixen en àrees subjectes a incendis o la sequera, que conté una massa dels brots i les reserves d'aliments. Els branquillons presenten glàndules oleíferes a la medul·la. La medul·la és la part més interna del cilindre central de les tiges i de les arrels.

### Fulles
Les fulles juvenils són oposades, peciolades i tenen forma ovada-lanceolada, són d'un color verd brillant.
Les fulles adultes són alternes, també peciolades, i tenen la forma lanceolada. Fan de 6 a 9 cm de longitud i uns 1 - 1,5 cm d'ample.

### Inflorescències
Presenten unes grans umbel·les amb unes 3 a 7 flors blanques les quals apareixen des del desembre al març.

## Cultiu
Es conrea amb èxit en moltes parts d'Austràlia temperada però és difícil de mantenir en àrees tropicals i subtropicals. Les flors i fruites són atractius i la planta és d'una mida adequada per a jardins més petits. El millor és cultivar en sòls ben drenats en ple sol. A causa del seu hàbit lignotuberous, les espècies responen bé a podes a nivell de terra.

## Distribució
El seu lloc d'origen és l'oest d'Austràlia i, com a tal, prefereix sòls que drenen ràpid, ja que prové d'una zona que rep poc aportació hídrica. És tolerant de les sequeres, la sal, la calç i les glaçades moderades i prefereix els sòls durs, és a dir, que tenen gran quantitat de cations (ions positius) com el Ca++ o el Mg++; que són plantes més aviat calcícoles.

## Taxonomia
Eucalyptus salmonophloia va ser descrita per Mueller, Ferdinand Jacob Heinrich von i publicada a Fragmenta Phytographiæ Australiæ 11(fasc. 88): 11–12. 1878. (Fragm.)

### Etimologia
- Eucalyptus: prové del grec kaliptos, "cobert", i el prefix eu-, "bé", en referència a l'estructura llenyosa que cobreix i dona protecció a les seves flors.[8]
- salmonophloia: epítet específic que ve de salmon i de la paraula grega  phloios i fan referència al color de l'escorça del tronc.